# Step-Soci, Orhei
Step-Soci este satul de reședință al comunei cu același nume  din raionul Orhei, Republica Moldova.

## Istorie
Satul Step-Soci a fost întemeiat în anul 1899 în urma înfăptuirii reformei agrare a lui Stolîpin. O parte din fosta moșie a baronului G. E. Ghinsburg, numită Bolohan-Ivanos, fusese cumpărată la 28 februarie 1899 de Banca Țărănească. Moșia urma a fi împărțită în sectoare și dată în proprietate personală țăranilor din satele Biești și Chiperceni, formând o așezare de cătun cu denumirea „Uciastchi”.
Chiar în primul an de existență a satului, partea de nord a sectoarelor primește denumirea de Step (stepă), iar cea de sud Soci (planta de soc, ce crește în abundență pe pământurile noi).
Primul locuitor al satului a fost Botnari Nicolae, ucrainean din Hotin. Timp de 15 ani acesta a lucrat la arendașul lui Ghinsburg, Aron Gliuzgold.
Primul dascăl din sat a fost Bahu Afanasie Luca în anii 1908-1914. Ulterior a predat Olga Gladun. Prima școală a fost organizată de către A. P. Smolenschii în octombrie 1920, la solicitarea unui grup de țărani.
Primul președinte al sovietului sătesc Step-Soci a fost Colesnic Grigore.

## Sport
În localitate și-a început activitatea clubul de fotbal Viitorul, numit în prezent FC Milsami Orhei.